# Нік Гайдфельд
Нік Га́йдфельд (нім. Nick Heidfeld; *10 травня 1977, Менхенгладбах, Німеччина) — німецький автогонщик.
Незважаючи на регулярні підйоми на подіум у сезоні 2005 року за команду «Вільямс» і сезонах 2007-2008 років за команду «БМВ Заубер», Гайдфельд жодного разу не вигравав перегони після дебюту в «Формулі-1» у 2000 році. На рахунку гонщика три рекорди: Гайдфельд єдиний пілот, який набрав найбільше очок, так і не здобувши перемоги в жодному Гран-прі, пілот утримує рекорд за кількістю подіумів без перемог у Гран-прі (13) і також він має найбільше фінішів на другій позиції без перемог (8).
У сезоні «Формули-1» 2011 року Гайдфельд виступав за команду «Рено» як заміна травмованого Роберта Кубіци, його колишнього напарника по команді в «БМВ Заубер». Після Гран-прі Угорщини 2011 року Гайдфельда замінив Бруно Сенна.

## Юність
Гайдфельд народився в Менхенгладбасі, Західна Німеччина 10 травня 1977 року і почав їздити на картах у віці 11 років у 1988 році. 1994 року переходить до німецької серії «Формули-Форд», де привертає на себе увагу, здобуттям перемог у 8 з 9 гонок сезону і отриманням титулу переможця того сезону. 1995 року перемагає в чемпіонаті німецької міжнародної «Формули-Форд 1800» і приходить другим на «кубку Зетек». Такі результати приводять Гайдфельда до німецької «Формули-3», де в 1996 році він займає третє місце в загальному заліку пілотів чемпіонату, після здобуття трьох перемог у гонках. Під час Гран-прі Макао гонщиком зацікавився його співвітчизник Норберт Хауг, який пізніше підписав з Гайдфельдом контракт.

## Юнацька кар'єра
У наступному році Гайдфельд виграв німецький чемпіонат «Формули-3», виступаючи за команду «Bertram Schäfer Racing» за підтримки «McLaren/West». У 1998 році він виграв три гонки і посів друге місце в міжнародному чемпіонаті «Формули-3000» у складі команди «West Competition». На заключній гонці сезону гонщика оштрафували втратою позицій, перемістивши його з поул-позиції в кінець стартової решітки, після того як стало відомо, що команда використала невідповідне паливо. Гайдфельд фінішував дев'ятим без очок, поступившись першим місцем у чемпіонаті Хуану Пабло Монтойї. Протягом сезону, він також був офіційним тест-пілотом команди «Формули-1» «Макларен-Мерседес». 1999 року Гайдфельд здобуває перемогу в міжнародному чемпіонаті «Формули-3000». У цьому ж році гонщик ставить рекорд на Гудвудському фестивалі швидкості, який і досі не був перевершений. Також Гайдфельд виступав за команду «Мерседес» на 24 годинах Ле-Мана в 1999 році.

## Повна таблиця результатів
| Рік  | Команда                                | Шасі             | Двигун               | 1        | 2        | 3        | 4        | 5        | 6          | 7        | 8        | 9        | 10       | 11       | 12       | 13       | 14       | 15       | 16       | 17       | 18       | 19     | Місце в чемпіонаті | Очки в чемпіонаті |
| ---- | -------------------------------------- | ---------------- | -------------------- | -------- | -------- | -------- | -------- | -------- | ---------- | -------- | -------- | -------- | -------- | -------- | -------- | -------- | -------- | -------- | -------- | -------- | -------- | ------ | ------------------ | ----------------- |
| 2000 | Gauloises Prost Grand Prix Peugeot     | Prost AP03       | Peugeot A20 3.0 V10  | AUS 9    | BRA Схід | SMR Схід | GBR Схід | ESP 16   | EUR ДСК НС | MON 8    | CAN Схід | FRA 12   | AUT Схід | GER 12   | HUN Схід | BEL Схід | ITA Схід | USA 9    | JPN Схід | MAL Схід |          |        | -                  | 0                 |
| 2001 | Sauber Petronas                        | Sauber C20       | Petronas 01A 3.0 V10 | AUS 4    | MAL Схід | BRA 3    | SMR 7    | ESP 6    | AUT 9      | MON Схід | CAN Схід | EUR Схід | FRA 6    | GBR 6    | GER Схід | HUN 6    | BEL Схід | ITA 11   | USA 6    | JPN 9    |          |        | 8                  | 12                |
| 2002 | Sauber Petronas                        | Sauber C21       | Petronas 02A 3.0 V10 | AUS Схід | MAL 5    | BRA Схід | SMR 10   | ESP 4    | AUT Схід   | MON 8    | CAN 12   | EUR 7    | GBR 6    | FRA 7    | GER 6    | HUN 9    | BEL 10   | ITA 10   | USA 9    | JPN 7    |          |        | 10                 | 7                 |
| 2003 | Sauber Petronas                        | Sauber C22       | Petronas 03A 3.0 V10 | AUS Схід | MAL 8    | BRA Схід | SMR 10   | ESP 10   | AUT Схід   | MON 11   | CAN Схід | EUR 8    | FRA 13   | GBR 17   | GER 10   | HUN 9    | ITA 9    | USA 5    | JPN 9    |          |          |        | 14                 | 6                 |
| 2004 | Benson & Hedges Jordan Grand Prix Ford | Jordan EJ14      | Ford RS2 3.0 V10     | AUS Схід | MAL Схід | BHR 15   | SMR Схід | ESP Схід | MON 7      | EUR 10   | CAN 8    | USA Схід | FRA 16   | GBR 15   | GER Схід | HUN 12   | BEL 11   | ITA 14   | CHN 13   | JPN 13   | BRA Схід |        | 18                 | 3                 |
| 2005 | BMW WilliamsF1 Team                    | Williams FW27    | BMW P84/5 3.0 V10    | AUS Схід | MAL 3    | BHR Схід | SMR 6    | ESP 10   | MON 2      | EUR 2    | CAN Схід | USA DNS  | FRA 14   | GBR 12   | GER 11   | HUN 6    | TUR Схід | ITA      | BEL      | BRA      | JPN      | CHN    | 11                 | 28                |
| 2006 | BMW Sauber F1 Team                     | BMW Sauber F1.06 | BMW P86 2.4 V8       | BHR 12   | MAL Схід | AUS 4    | SMR 13   | EUR 10   | ESP 8      | MON 7    | GBR 7    | CAN 7    | USA Схід | FRA 8    | GER Схід | HUN 3    | TUR 14   | ITA 8    | CHN 7    | JPN 8    | BRA Схід |        | 9                  | 23                |
| 2007 | BMW Sauber F1 Team                     | BMW Sauber F1.07 | BMW P86/7 2.4 V8     | AUS 4    | MAL 4    | BHR 4    | ESP Схід | MON 6    | CAN 2      | USA Схід | FRA 5    | GBR 6    | EUR 6    | HUN 3    | TUR 4    | ITA 4    | BEL 5    | JPN 14   | CHN 7    | BRA 6    |          |        | 5                  | 61                |
| 2008 | BMW Sauber F1 Team                     | BMW Sauber F1.08 | BMW P86/8 2.4 V8     | AUS 2    | MAL 6    | BHR 4    | ESP 9    | TUR 5    | MON 14     | CAN 2    | FRA 13   | GBR 2    | GER 4    | HUN 10   | EUR 9    | BEL 2    | ITA 5    | SIN 6    | JPN 9    | CHN 5    | BRA 10   |        | 6                  | 60                |
| 2009 | BMW Sauber F1 Team                     | BMW Sauber F1.09 | BMW P86/9 2.4 V8     | AUS 10   | MAL 2‡   | CHN 12   | BHR 19   | ESP 7    | MON 11     | TUR 11   | GBR 15   | GER 10   | HUN 11   | EUR 11   | BEL 5    | ITA 7    | SIN Схід | JPN 6    | BRA Схід | ABU 5    |          |        | 13                 | 19                |
| 2010 | BMW Sauber F1 Team                     | Sauber C29       | Ferrari 056 2.4 V8   | BHR      | AUS      | MAL      | CHN      | ESP      | MON        | TUR      | CAN      | EUR      | GBR      | GER      | HUN      | BEL      | ITA      | SIN Схід | JPN 8    | KOR 9    | BRA 17   | ABU 11 | 18                 | 6                 |
| 2011 | Lotus Renault GP                       | Renault R31      | Renault RS27 2.4 V8  | AUS 12   | MAL 3    | CHN 12   | TUR 7    | ESP 8    | MON 8      | CAN Схід | EUR 10   | GBR 8    | GER Схід | HUN Схід | BEL      | ITA      | SIN      | JPN      | KOR      | IND      | ABU      | BRA    | 8                  | 34                |

* Сезон триває.
‡ Зараховано половину очок через те, що перегони склали менше 75% запланованої дистанції.